# توماس هاينز (ممثل)
توماس هاينز (بالألمانية: Thomas Heinze)‏ هو منتج أفلام وممثل ألماني، ولد في 30 مارس 1964 في برلين في ألمانيا.

## وصلات خارجية
- توماس هاينز على موقع IMDb (الإنجليزية)
- توماس هاينز على موقع مونزينجر (الألمانية)
- توماس هاينز على موقع ألو سيني (الفرنسية)
- توماس هاينز على موقع ميوزك برينز (الإنجليزية)
- توماس هاينز على موقع أول موفي (الإنجليزية)
- توماس هاينز على موقع قاعدة بيانات الأفلام السويدية (السويدية)
- توماس هاينز على موقع ديسكوغز (الإنجليزية)
- توماس هاينز على موقع قاعدة بيانات الفيلم (الإنجليزية)
- توماس هاينز على موقع كينوبويسك (الروسية)